# Dimitri Delibes
Dimitri Delibes (Francia, 17 de marzo de 1999) es un jugador profesional francés de rugby que se desempeña en la posición de centro interior en Stade Toulousain, equipo perteneciente a la liga Top 14.

## Carrera
Delibes es un jugador de formación francesa (JIFF). En 2011 comenzó su carrera deportiva con el equipo Blagnac, en el cual jugó siete temporadas (2011-2018), después pasó a Stade Toulousain, donde lleva jugando seis temporadas.